# Canon noir
Canon noir est un jeu de société créé par Henri Sala en 1979 et édité par Parker. Le jeu a fait l'objet d'une réédition en 2007 par Winning Moves.
Pour 2 à 4 joueurs, à partir de 5 ans pour environ 30 minutes.

## Principe général
Canon Noir est un jeu sur le thème des pirates, où on déplace des navires sur un tapis pour rapporter des trésors. Il n'est plus disponible que sur le marché de l'occasion.
Simple et rapide, le jeu est accessible à toute la famille et surtout aux enfants.

## But du jeu
Le but du jeu est d'aller chercher des trésors qui se trouvent sur des îles au milieu du plateau tout en empêchant les autres joueurs d'y parvenir.
Sur le plateau de jeu, il y a 4 cases marquées d'une croix rouge. Ce sont, en bordure des îles, les caches secrètes des trésors. Il faut atteindre une de ces cases, prendre un trésor, l'emporter avec son navire et le ramener au port. Pour gagner, il faut réussir cette prise 3 fois.

## Matériel
- Un plateau en 4 parties
- 2 îles
- 4 flottes comprenant chacune : 1 caravelle, 1 frégate et 1 radeau
- 4 socles pour les navires
- 14 trésors
- 2 dés
- 1 canon avec 4 boulets

Mise en place : Faire coïncider les 4 parties du plateau puis placer les îles au centre.

## Règles et déroulement
Chaque joueur dispose de 3 bateaux : un galion, une frégate et un radeau.  Le plateau de jeu est composé de 88 cases. Sur le plateau sont représentés les repaires des pirates (aux 4 coins) et les deux îles aux trésors. La particularité du matériel de ce jeu sont les îles en relief. Pour faire avancer ses navires, un joueur doit lancer deux dés de 6 faces. Il peut utiliser le total des deux dés ou d'un seul. Les déplacements se font horizontalement, diagonalement ou verticalement.
Il existe plusieurs situations où il peut y avoir des combats. En cas d'affrontement, les joueurs utilisent un canon en plastique et doivent viser et catapulter un boulet sur les bateaux adverses.
Chaque joueur est le commandant d'une flotte. Il choisit la couleur de son port et de sa flotte. À 4 joueurs, chacun prend 1 flotte. À 3 joueurs, une flotte est laissée de côté. À 2 joueurs, chacun prend 2 flottes. Chaque joueur part pour la course aux trésors. Il y a aussi 4 cases « Canon Noir » marquées d'un rond noir et illustrées par un canon et des boulets. À partir de ces cases, un joueur peut tirer sur ses adversaires, avec le canon noir
Chaque joueur déplace sa caravelle, depuis son port, d'autant de cases que de points donnés par un (ou deux) dé(s) dans la direction de son choix. Si on tombe sur une case « Canon Noir », on y dépose un canon et on vise un adversaire. Si le tir atteint son but, l'adversaire change sa caravelle pour une frégate et n'avance plus qu'avec un dé. Si c'est une frégate qui est touchée, l'adversaire doit donner son éventuel trésor et revenir en radeau au port pour gréer une nouvelle caravelle. Quand deux bateaux se font face, ils combattent au canon chacun leur tour. Si on tombe pile sur une case « trésor », on y prend le trésor qui s'y trouve. Le gagnant est le premier qui ramène trois trésors à son port d'attache.